# Línea B61 (Córdoba)
La línea B61, anteriormente denominada Barrial 2 B2, fue una línea barrial de transporte urbano de pasajeros de la ciudad de Córdoba, Argentina. El servicio está actualmente fuera de servicio y el recorrido fue incorporado a la actual Línea 60 operada por la empresa Coniferal.

## Recorrido
De barrio Sacchi a C.P.C. Ruta 20.
 Servicio diurno.
IDA: en Bº Sacchi de Cuesta del Totoral y Donosa por esta – izq por Circunvalación - media vuelta en retorno – Estocolmo – rodea plaza Cura Brochero – Av. Silvio Petirossi - Av. Fuerza Aérea hasta C.P.C Ruta 20.
REGRESO: de C.P.C Ruta 20– por Av. Fuerza Aérea – Av. Agustín Roque Arias - Fournier - Av. Fuerza Aérea hasta supermercado frente C.P.C. (fin de vuelta redonda) - Av. Fuerza Aérea - Circunvalación – Donosa hasta Cuesta del Totoral.